# کریستا پارماکوسکی
کریستا پَرمَکُسکی (فنلاندی: Krista Pärmäkoski؛ زادهٔ ۱۲ دسامبر ۱۹۹۰) اسکی‌باز صحرانوردی زن اهل فنلاند است.